# Балто-радянські відносини

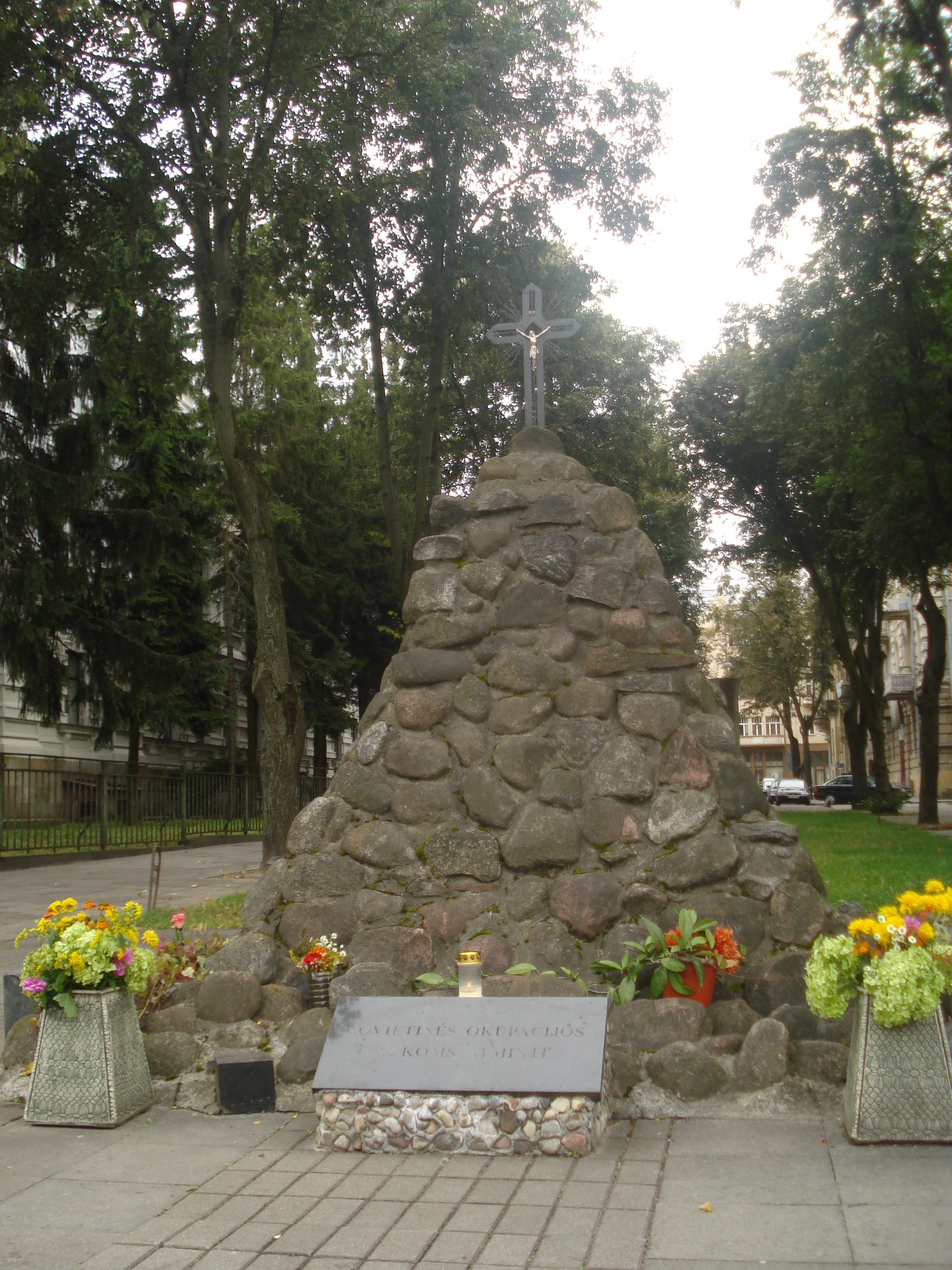
Пам'ятник литовським жертвам радянської окупації на проспекті Гедиміна у Вільнюсі

Відповідні події розпочались щодо країн Балтії та Радянського Союзу, коли після конфлікту більшовицької Росії з країнами Балтії - Литвою, Латвією та Естонією - було підписано кілька мирних договорів з Росією та її наступником, Радянським Союзом. Наприкінці 20-х - на початку 30-х років Радянський Союз та всі три країни Балтії далі підписали договори про ненапад. Радянський Союз також підтвердив, що він буде дотримуватися Пакту Келлога-Бріана щодо своїх сусідів, включаючи Естонію та Латвію, і уклав конвенцію, що визначає "агресію", яка включала всі три країни Балтії.
У 1939 р. Радянський Союз та нацистська Німеччина уклали пакт Молотова – Ріббентропа, який включав секретні протоколи, що розділяють Східну Європу на «сфери впливу», причому Латвія та Естонія потрапляють у сферу Рад. Пізніша поправка до секретних протоколів помістила Литву в сферу Рад. У червні 1940 р. Радянський Союз вторгся в країни Балтії та анексував такі країни, як Литовська Радянська Соціалістична Республіка, Естонська Радянська Соціалістична Республіка та Латвійська Радянська Соціалістична Республіка. У 1941 р. В рамках операції "Барбаросса" Німеччина вторглася в країни Балтії, яка згодом перебувала під управлінням німецької Остландії до 1944 р. У 1944 р. Радянський Союз знову вторгся в країни Балтії.
Території балтійських держав залишалися під радянським контролем як радянські соціалістичні республіки до 1991 року. Більшість урядів західних країн не визнали де-юре радянські анексії країн Балтії, хоча деякі країни визнали їх фактично. У липні 1989 року, після драматичних подій у Східній Німеччині, Верховні Ради країн Балтії заявили про намір відновити повну незалежність. У 1991 році країни Балтії відвоювали незалежність і відновили свій суверенітет після розпаду Радянського Союзу.

## Російська революція та договори, що впливають на відносини СРСР і Балтії
Більшовики взяли владу після російської революції 1917 року. Після проголошення незалежности прибалтійських країн після підписання перемир'я наприкінці 1918 р. Більшовицька Росія «Известия» опублікувала у своєму номері за 25 грудня 1918 р., Що «Естонія, Латвія та Литва прямують по дорозі з Росії до Західної Європи, а тому перешкоджають нашим революціям.... Ця розділова стіна повинна бути зруйнована». Однак більшовицька Росія не отримала контроль над Прибалтикою і в 1920 році уклала мирні договори з усіма трьома державами.

### Мирні договори
- Естонія, Тартуський договір від 2 лютого 1920 р.[2]
- Литва, Радянсько-Литовський мирний договір 12 липня 1920 р.[3]
- Латвія, Ризький договір від 11 серпня 1920 р.[4]

У цих договорах більшовицька Росія відмовилася "на вічність" усіх суверенних прав над цими трьома народами і територіями, які раніше належали Росії. У 1922 р. Російська СФСР, Українська РСР, Білоруська РСР та Закавказька СРСР були офіційно об'єднані як республіки, що створили Союз Радянських Соціалістичних Республік, або Радянський Союз.

### Договори про ненапад
Згодом за ініціативою Радянського Союзу були укладені додаткові договори про ненапад з усіма трьома країнами Балтії:
- Литва, 28 вересня 1926 р.[8]
- Латвія, 5 лютого 1932 р.[9]
- Естонія, 4 травня 1932 р.[10]

Договірні сторони зобов'язалися утримуватися від актів агресії один проти одного та будь-яких актів насильства, спрямованих проти територіальної цілісности та недоторканности або політичної незалежности іншої договірної сторони. Крім того, вони погодились подати всі суперечки незалежно від походження, які не можуть бути врегульовані дипломатичним шляхом, на офіційне примирення у спільному комітеті.

### Пакт Келлога-Бріана та Пакт Литвинова
27 серпня 1928 р. Пакт Келлога-Бріана про відмову від війни як інструмент національної політики був прийнятий США, Німеччиною, Бельгією, Францією, Великою Британією, Індією, Італією, Японією, Польщею та Чехословацькою Республікою. Після прийняття Радянський Союз 9 лютого 1929 р. Підписав протокол, що підтверджує дотримання умов Пакту зі своїми сусідами: Естонією, Латвією, Польщею та Румунією (Див. Також Пакт Литвинова). Литва заявила про свою прихильність пакту та протоколу незабаром після цього, 5 квітня 1929 року. Підписуючи договірні сторони домовились:
- засудити війну як спосіб вирішення конфлікту і відмовитися від неї як інструмента політики, і
- щоб усі конфлікти та суперечки вирішувались лише мирним шляхом.[13]

З цим підтвердженням дотримання цих протоколів (хоча він ще не ратифікував Пакт) та пов'язаними з ними документами про приєднання до Пакту, Естонія, Латвія, Литва та СРСР (перераховані як Росія) стали підписантами самого Пакту Келлога-Бріанда з дня набрання ним чинности, 24 липня 1929 р.

### Конвенція про визначення агресії
3 липня 1933 року вперше в історії агресія була визначена в обов'язковому договорі, підписаному в посольстві СРСР в Лондоні СРСР та, зокрема, країнами Балтії. Стаття II визначає форми агресії "Агресором визнається та держава, яка першою вчинила одну з таких дій:
- По-перше - оголошення війни іншій державі.
- Друге - вторгнення збройних сил на територію іншої держави навіть без оголошення війни.
- Третє - напад її сухопутних, морських чи повітряних сил, навіть без оголошення війни цій території, на судна або літальні машини іншої держави.
- Четверте - морська блокада узбережжя або портів іншої держави.
- По-п’яте - підтримка збройних формувань, які організовані на її території та які вторглися на територію іншої держави; або відмова, незважаючи на вимогу держави, яка вторглася, вчинити на власній території всі можливі кроки для позбавлення згаданих бандитів будь-якої допомоги чи захисту".

Потім у статті II Конвенції про визначення агресії зазначено, що "жодні політичні, військові, економічні чи інші міркування не можуть служити виправданням або виправданням агресії, зазначеної у статті II". І хоча додаток до статті III перелічує можливі причини втручання в сусідню державу, він також передбачає, що "Високі Договірні Сторони згодні погоджуються визнати, що ця конвенція ніколи не може допустити будь-яких порушень міжнародного права, які можуть мати місце в обставинах, що у наведеному вище списку".

## Пакт Молотова – Ріббентропа та ультиматум 1939 року
24 серпня 1939 р. Радянський Союз та нацистська Німеччина підписали пакт Молотова – Ріббентропа, який містив секретний протокол про поділ держав Північної та Східної Європи на німецьку та радянську "сфери впливу". Фінляндія, Естонія та Латвія були віднесені до радянської сфери.  Литва перебуватиме у німецькій сфері впливу, хоча другий секретний протокол, погоджений у вересні 1939 р., Призначав більшість Литви СРСР.
Піддаючись радянському тиску, Естонії, Латвії та Литві не залишалося іншого вибору, як підписати так званий Пакт оборони та взаємодопомоги, який дозволяв Радянському Союзу розміщувати в них війська. Ці пакти підтверджували суверенні права країн Балтії. Наприклад, Пакт взаємодопомоги з Латвією (підписаний 5 жовтня 1939 р.)  декларує: "Застосування цього Пакту жодним чином не може зашкодити суверенним правам Договірних Сторін, особливо стосовно їх політичних структура, економічні та соціальні системи та військові заходи".

## 1940 р. радянські вторгнення та анексії
У середині червня 1940 р., Коли міжнародна увага була зосереджена на вторгненні Німеччини до Франції, радянські війська НКВС здійснювали рейди на прикордонні пункти в Литві, Естонії та Латвії. Державні адміністрації були ліквідовані і замінені радянськими кадрами  Вибори проводились з одиничними прорадянськими кандидатами, занесеними на багато посад, при цьому народні збори негайно просили прийняття до СРСР, що було надано Радянським Союзом.

## 1941–1944 рр. німецькі вторгнення та окупації
Німеччина вторглась і окупувала території балтійських держав у 1941 році під час операції "Барбаросса". На початку литовці, латиші та естонці сподівались, що німці відновлять незалежність Балтії. Такі політичні сподівання незабаром випарувались, і балтійська співпраця стала менш відвертою або взагалі припинилася. З 1941 по 1944 рік, після операції "Барбаросса", країни Балтії входили до складу німецького Остланда.
У вересні 1941 р. Радянський Союз приєднався до Атлантичної хартії яка, серед іншого, підтвердила "бажання не бачити територіальних змін, що не відповідають вільно вираженим побажанням зацікавлених народів", і "поважати права всі народи обирають форму правління, за якої вони житимуть, і вони хочуть, щоб суверенні права та самоврядування були відновлені тим, хто був насильно позбавлений їх...." 

## 1944 р. радянські вторгнення та окупації
Радянський Союз знову окупував країни Балтії в рамках Балтійського наступу в 1944 році. У 1945 р. Радянський Союз підписав Ялтинську декларацію, декларуючи про відновлення порядку в Європі згідно з принципом Атлантичної хартії "право всіх народів вибирати форму правління, за якої вони будуть жити, відновлення суверенних прав і самоврядування тим народам, які були примусово позбавлені їх країнами-агресорами". Ялтинська декларація також зазначає, що "для сприяння умовам, в яких звільнені народи можуть реалізовувати ці права, три уряди приєднаються... серед інших, щоб сприяти, де це необхідно, проведенню вільних виборів".
Після радянського вторгнення країни Балтії залишалися Радянськими Соціалістичними Республіками Естонської Радянської Соціалістичної Республіки, Латвійської Радянської Соціалістичної Республіки та Литовської Радянської Соціалістичної Республіки. 12 січня 1949 р. Радянський міністр видав указ "про вислання та депортацію" з країн Балтії "всіх куркулів та їх сімей, сімей бандитів та націоналістів" та ін.  Десять відсотків всього дорослого балтійського населення було депортовано або відправлено до таборів.  Після Другої світової війни, як частина мети з метою повнішої інтеграції країн Балтії до складу Радянського Союзу, у країнах Балтії було укладено масові депортації, а політика заохочення радянської імміграції до країн Балтії тривала.
Більшість держав відмовились визнати радянське включення країн Балтії. Сподівання з боку країн Балтії на будь-яке активне втручання від їх імені були скасовані, коли США, європейські держави та Радянський Союз підписали Гельсінкські угоди 1975 року, які зобов'язували свої сторони поважати встановлені кордони - уникаючи використання терміна "кордони" — Повоєнної Європи. Такі країни, як США, продовжували зберігати невизнання радянської анексії країн Балтії. Ретроспективно, можливе відновлення незалежности та кордонів країн Балтії трактується як підтвердження Угод, які підтримували права людини та самовизначення.

## Договори, які СРСР підписував між 1940 і 1945 роками
Радянський Союз приєднався до Атлантичної хартії від 14 серпня 1941 р. Резолюцією, підписаною в Лондоні 24 вересня 1941 р. Постанова підтверджена:
- "По-перше, їхні країни не прагнуть збільшення, територіального чи іншого;
- "По-друге, вони прагнуть не бачити територіальних змін, які не відповідають вільно вираженим побажанням зацікавлених народів;
- "По-третє, вони поважають права всіх народів вибирати форму правління, за якою вони будуть жити; вони хочуть, щоб суверенні права та самоврядування були відновлені тим, хто був насильно позбавлений їх...." [26]

Найголовніше, що Сталін особисто підтвердив принципи Атлантичної хартії 6 листопада 1941 р.:
We have not and cannot have any such war aims as the seizure of foreign territories and the subjugation of foreign peoples whether it be peoples and territories of Europe or the peoples and territories of Asia....
  We have not and cannot have such war aims as the imposition of our will and regime on the Slavs and other enslaved peoples of Europe who are awaiting our aid.
  Our aid consists in assisting these peoples in their struggle for liberation from Hitler's tyranny, and then setting them free to rule on their own lands as they desire. No intervention whatever in the internal affairs of other nations.
Незабаром після цього Радянський Союз підписав Декларацію Організації Об'єднаних Націй від 1 січня 1942 року, яка знову підтвердила дотримання Атлантичної хартії.
Радянський Союз підписав Ялтинську декларацію про звільнену Європу 4–11 лютого 1945 р., В якій Сталін, Черчілль і Рузвельт спільно заявляють про відновлення порядку в Європі відповідно до принципу Атлантичної хартії «право всіх народів на обрати форму правління, за якої вони будуть жити, відновлення суверенних прав та самоврядування тим народам, які були насильно позбавлені їх країнами-агресорами". Ялтинська декларація також зазначає, що "для сприяння умовам, в яких звільнені народи можуть реалізовувати ці права, три уряди приєднаються... серед інших, щоб сприяти, де це необхідно, проведенню вільних виборів".
Нарешті, Радянський Союз підписав Статут Організації Об'єднаних Націй 24 жовтня 1945 р., Який у частині 2 статті I стверджує, що однією з "цілей Організації Об'єднаних Націй є розвиток дружніх відносин між державами на основі поваги принципу рівности права та самовизначення народів".

## Незалежність країн Балтії
У липні 1989 року, після драматичних подій у Східній Німеччині, Верховні Ради країн Балтії прийняли "Декларацію суверенітетів" і внесли зміни до Конституцій, щоб затвердити верховенство власних законів над законами СРСР. Кандидати від незалежної партії "Народні фронти" отримали більшість у Верховних Радах на демократичних виборах 1990 року. Ради заявили про намір відновити повну незалежність. Радянські політичні та військові сили безуспішно намагалися скинути уряди. У 1991 році країни Балтії заявили про фактичну незалежність. Слідувало міжнародне визнання, в тому числі і СРСР. США, які ніколи не визнавали примусової анексії СРСР країн Балтії, відновили повноцінні дипломатичні відносини з республіками.
П'ять десятиліть майже безперервної окупації радянськими країнами Балтії Естонії, Латвії та Литви закінчилися в 1991 році.  Суверенітети країн були відновлені, пришвидшившись до можливого розпаду Радянського Союзу пізніше того ж року після відокремлення трьох держав. Згодом Росія почала виводити свої війська з усіх трьох країн Балтії. Литва першою вивела російські війська зі своєї території в серпні 1993 року. Останні російські війська вийшли з країн Балтії в серпні 1994 р. Росія офіційно припинила свою військову присутність у Прибалтиці в серпні 1998 року після виведення з ладу радіолокаційної станції "Скрунда-1 " у Латвії, яка була останньою діючою російською військовою радіолокацією в Прибалтиці. Останні російські війська вийшли зі станції наступного року.
Під час переоцінки радянської історії, що розпочалася під час перебудови в 1989 р., СРСР засудив таємний протокол 1939 р. Між нацистською Німеччиною та нею. Однак СРСР ніколи офіційно не визнавав свою присутність у Прибалтиці як окупацію, і розглядав Естонську, Латвійську та Литовську СРСР як складові республіки. Російський уряд та державні чиновники стверджують, що анексія радянських країн Балтії була законною. [nb 1] [nb 2] Часто проводилась різниця між де-юре та фактичним визнанням статусу держав як радянських соціалістичних республік, так і незалежних утворень.
 